# Zabytki Bochni z XIX w.

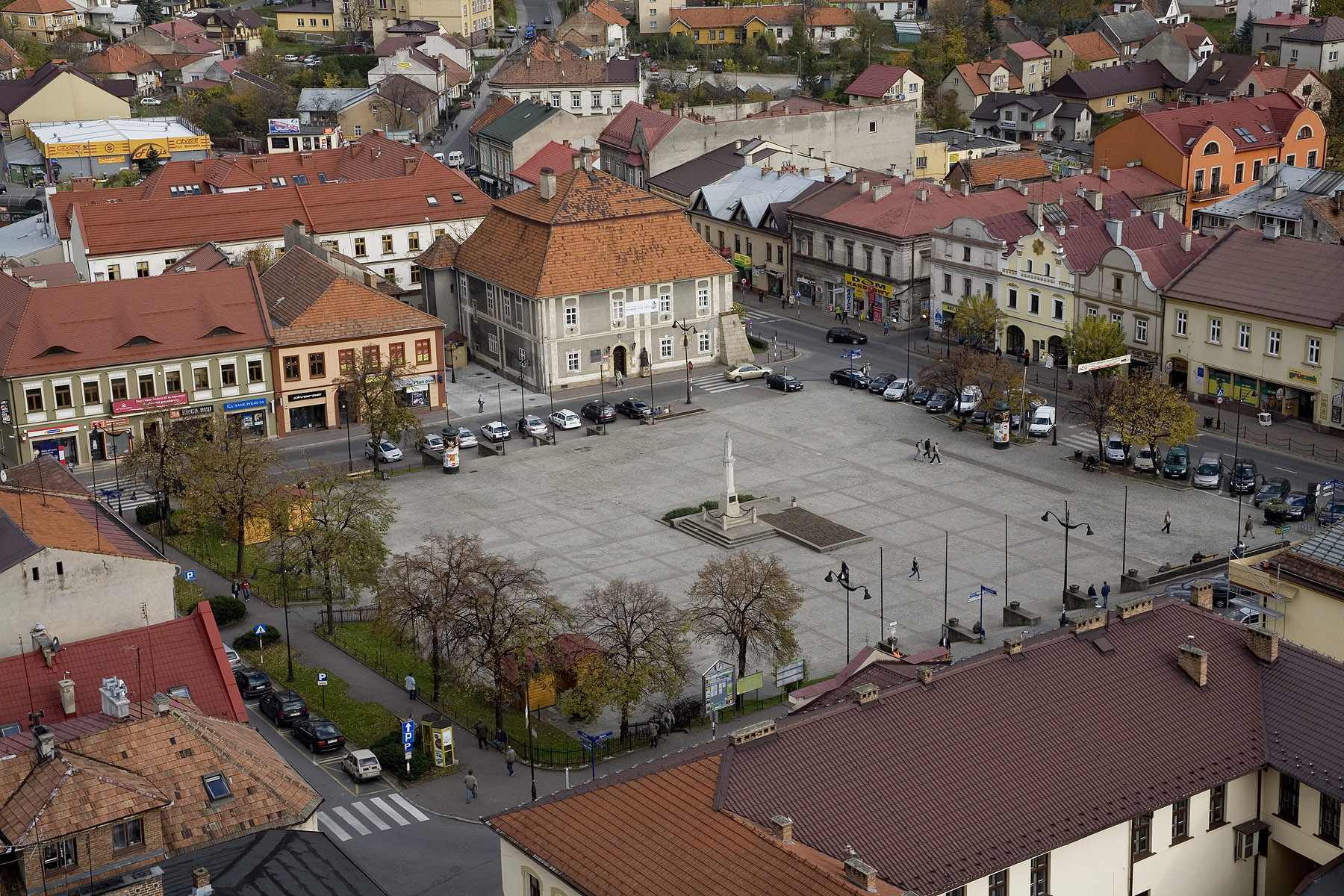
Rynek

W dziewiętnastym wieku Bochnia znajdowała się w Galicji, autonomii na terytorium Monarchii Austro-Węgierskiej. Zabór ten był bardzo słabo rozwinięty gospodarczo. Tutejsza kopalnia soli była jednym z nielicznych ważnych zakładów przemysłowych w tym okręgu. Skupiała ona dużą liczbę pracowników – górników – w mieście.
Bochnia rozwijała się: zwiększyła się liczba mieszkańców, w jej terytorium włączono przedmieścia i okoliczne wsie, uruchomiono linię kolejową Wiedeń – Kraków – Dębica, budowano domy i kształtowano reprezentacyjne ulice.
W tym czasie powstało wiele zabytków historycznych – przede wszystkim budynków. Większość z nich stoi aż do dziś, chociaż niektóre zostały gruntownie przebudowane, a inne zmieniły zastosowanie.

## Pomnik na Rynku

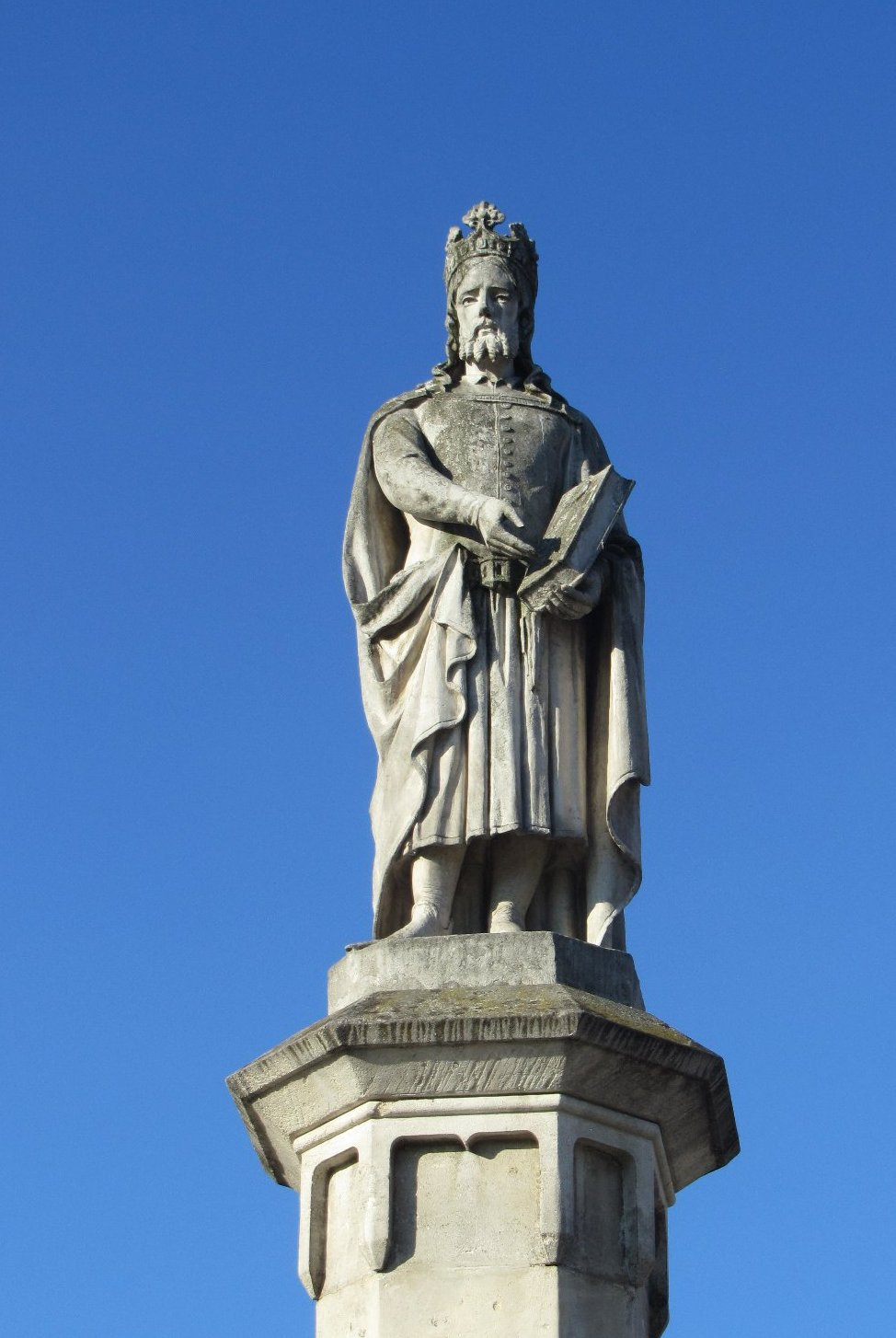
Pomnik Kazimierza Wielkiego na rynku w Bochni

Od 1871 roku na środku bocheńskiego rynku stoi na kolumnie pomnik Króla Polski Kazimierza III Wielkiego. 
Pomysł zbudowania pomnika wyszedł z kręgu Jana Matejki. Ówczesny marszałek powiatu, szwagier słynnego malarza, Leonard Serafiński powziął ambitny plan uczczenia pamięci wielkiego króla. Koszty pokrył przede wszystkim budżet miasta.
Dzieło krakowianina Walerego Gadomskiego powstało po wykonaniu szkiców przez Matejkę. Król w lewej ręce trzyma dokument – statuty wiślickie.

## Ulica Kazimierza Wielkiego
Większość zabytkowych budynków skupia się w centrum: wiele kamienic dziewiętnastowiecznych (później przebudowywanych) znajduje się przy rynku. Są to domy nr 5, 7, 8, 9 i 16.
Idąc na południowy zachód główną ulicą miasta też można spotkać budowle z lat 1801-1900. Już na początku napotykamy wzniesiony w 1887 roku gmach Urzędu Miejskiego. W ryzalicie fasady reprezentacyjnej znajduje się zegar miejski mający około 150 lat.
Pozostałe kamienice z danego okresu to budynki nr 3, 6 („Pod Ślimakiem”), 14, 16/22, 26, 31/33 (Starostwo). Na parterach większości kamienic mieszczą się sklepy, na piętrach – mieszkania. Większość z nich odrestaurowano. 

## Gimnazjum
Budynek nr 1 przy ulicy Bernardyńskiej jest obecnie siedzibą Gimnazjum nr 1 im. Św. Kingi w Bochni. 
Został zbudowany około 1890 roku według projektu opracowanego w Wiedniu. Jest to gmach dawnej Szkoły Wydziałowej Żeńskiej 
im. Św. Kingi. W 1913 roku mieściła się tu Szkoła Rysunku i Malarstwa otworzona przez malarzy Ludwika Stasiaka i Tadeusza Okonia.

## Liceum
Neorenesansowa, dwupiętrowa budowla powstała według typowego projektu opracowanego przez Ministerstwo Oświecenia Publicznego w Wiedniu. W szczycie znajduje się Orzeł Biały i data budowy – 1886.
Od początku w budynku siedzibę miało Gimnazjum. Ta szkoła w przeszłości odegrała wielką rolę w dziejach miejscowej oświaty.
Znana jest z wysokiego poziomu nauczania przekazywania patriotycznych treści wielu pokoleniom uczniów. Od 2002 w gmachu funkcjonuje I Liceum Ogólnokształcące im. Króla Kazimierza Wielkiego.

## Gmach Sądu

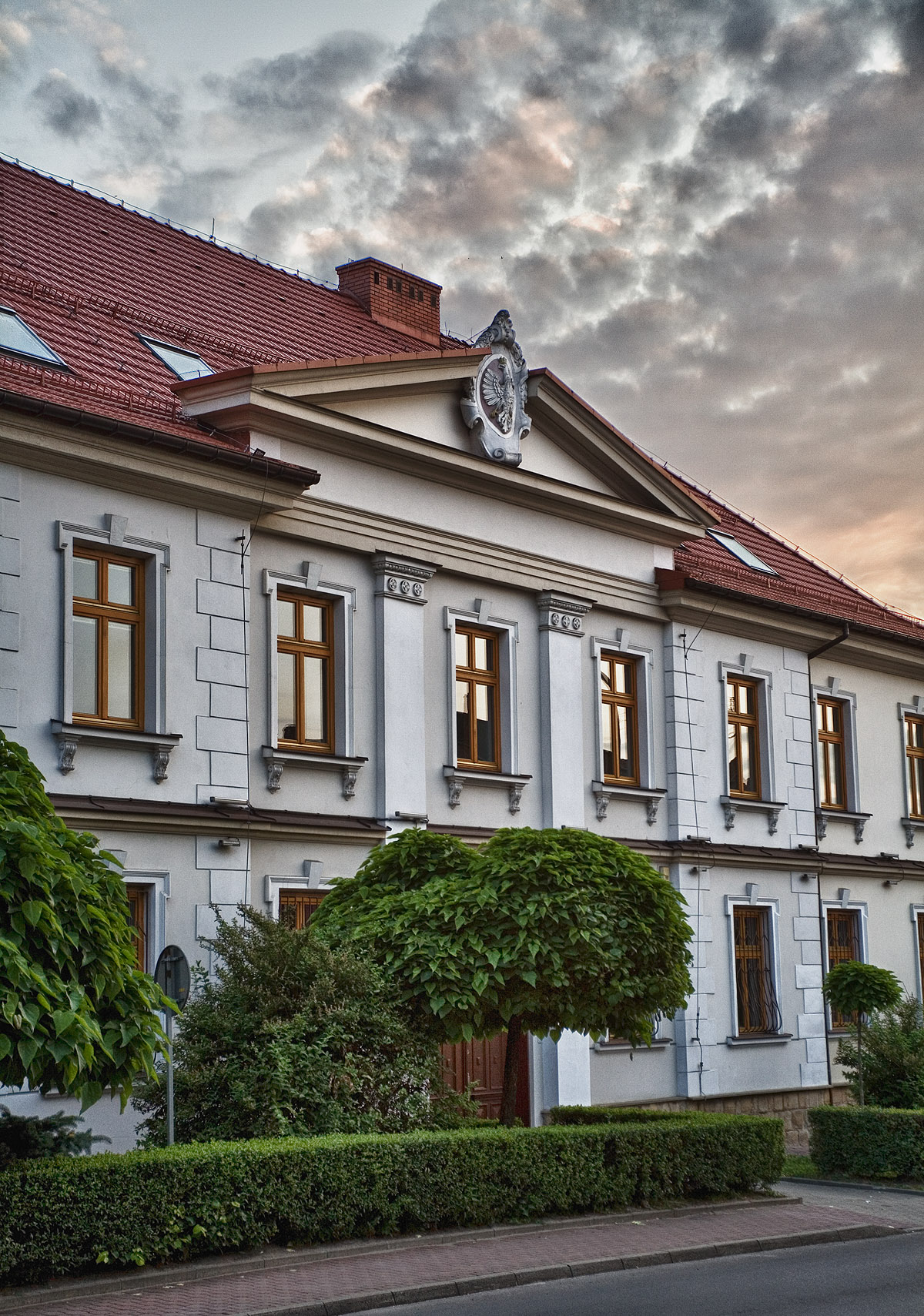
Gmach Sądu Rejonowego w Bochni

Przy ul. Tadeusza Kościuszki 4 znajduje się siedziba Sądu Rejonowego w Bochni. Jest to trójskrzydłowy budynek z obszernym wewnętrznym dziedzińcem. Powstał w latach 1837-47 w stylu późnego klasycyzmu na miejscu wyburzonego klasztoru dominikanów. W trójkątnym przyczółku ryzalitu środkowego znajduje się Orzeł Biały na czerwonym polu w ozdobnej tarczy herbowej.

## Ulica Oracka
Przy ulicy Orackiej znajduje się kilka budynków, które zasługują na naszą uwagę. Obecnie budowle z XIX stulecia służą jako domy mieszkalne.
Znajdziemy tu dworki w stylu klasycystycznym: domy nr 1, 27, 79, a także podmiejskim: dom nr 85. Sąsiednie domy nr 7 i 9 to neorenesansowe wille wybudowane odpowiednio w latach 1889 i 1890. Pierwsza z nich zawdzięcza swą nazwę – „Pod Orłem” – płaskorzeźbie orła w półkolistym przyczółku. Ta druga to dom rodzinny Ewy Michnik – wybitnej dyrygent, dyrektora teatrów operowych w Krakowie i Wrocławiu.

## Ulica Konstytucji 3 Maja
Przy tej ulicy na uwagę zasługuje klasycystyczny dworek miejski z 1 połowy XIX wieku. Posiada czterospadowy dach i ganek podparty dwiema kolumnami. 
W połowie dziewiętnastego stulecia zbudowano dom nr 16. Mieszkał w nim i tworzył artysta malarz, literat i historyk – Ludwik Stasiak. Uczynił on z tego domu żywy ośrodek kulturalny skupiający miejscowe środowisko umysłowe, ale także przyciągający artystów oraz literatów z Krakowa i Lwowa.
Przed 1847 rokiem wzniesiona została siedziba dawnego szpitala. Jest budowlą klasycystyczną z elementami historycyzmu. Na kalenicy dachu znajduje się sześcioboczna wieżyczka. Od lat 80. XX wieku do niedawna gmach był siedzibą Pogotowia Ratunkowego. Obecnie jest nieużywany.

## Archiwum

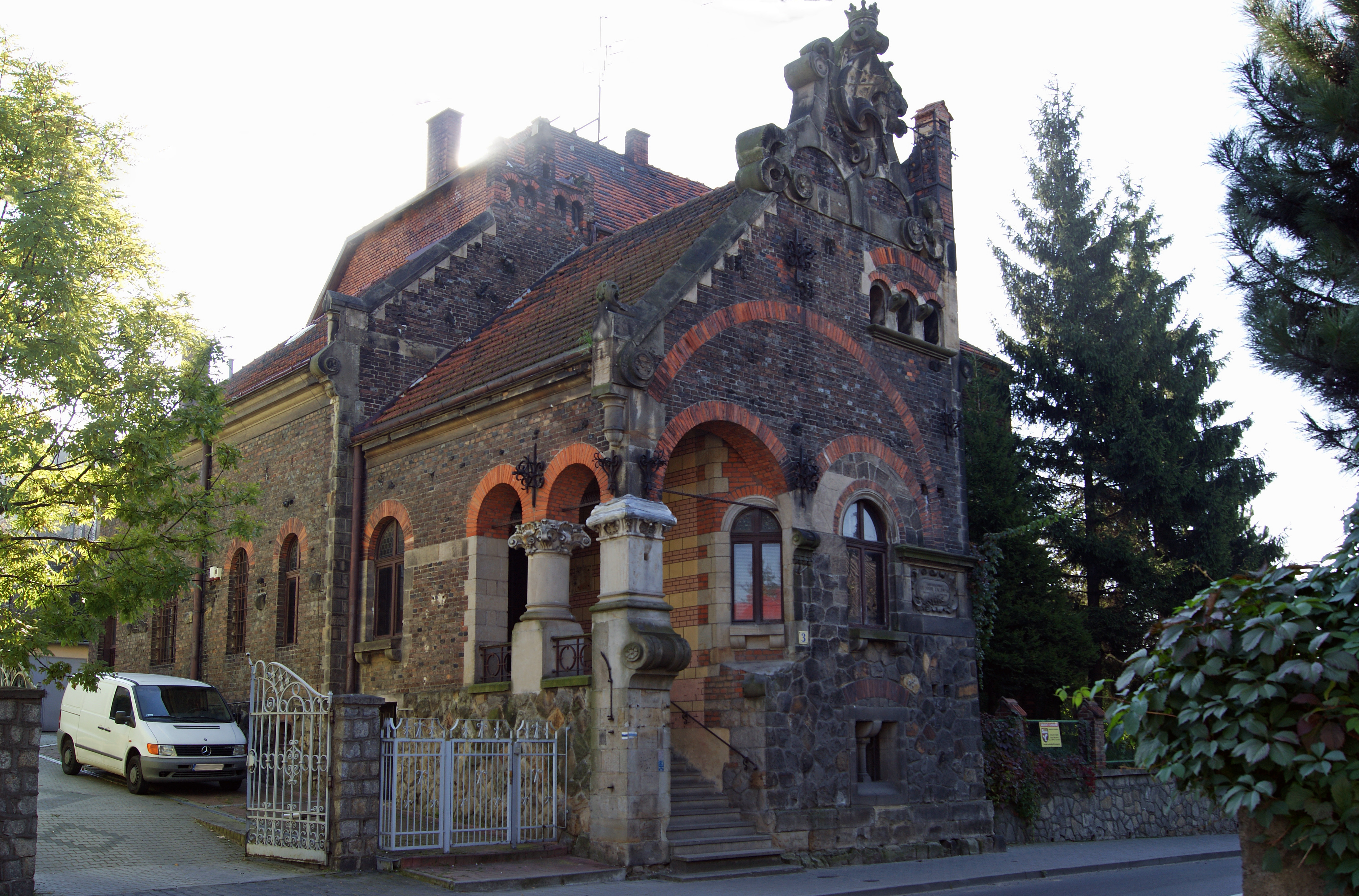
Oddział Archiwum Państwowego w Krakowie

W roku 1895 lekarz Mieczysław Dembowski wzniósł willę według projektu Teodora Talowskiego. W XX wieku mieściła się tam drukarnia „Secesja”. Jej adaptacja zniekształciła pierwotny kształt budowli. Długotrwały okres użytkowania (od 1928 do 1990 r.) obiektu wbrew jego pierwotnej funkcji, bez prowadzenia prac konserwatorskich, odbił się niekorzystnie na jego stanie technicznym.
Obecnie na parterze mieści się oddział Archiwum Państwowego w Krakowie, które posiada cenne zbiory, w tym „Archiwum staropolskie miasta Bochni”, które obejmuje archiwalia miejskie od XV do XVIII wieku. Stopniowo przywracana jest dawna świetność tej budowli.

## Kaplica Matki Bożej Anielskiej

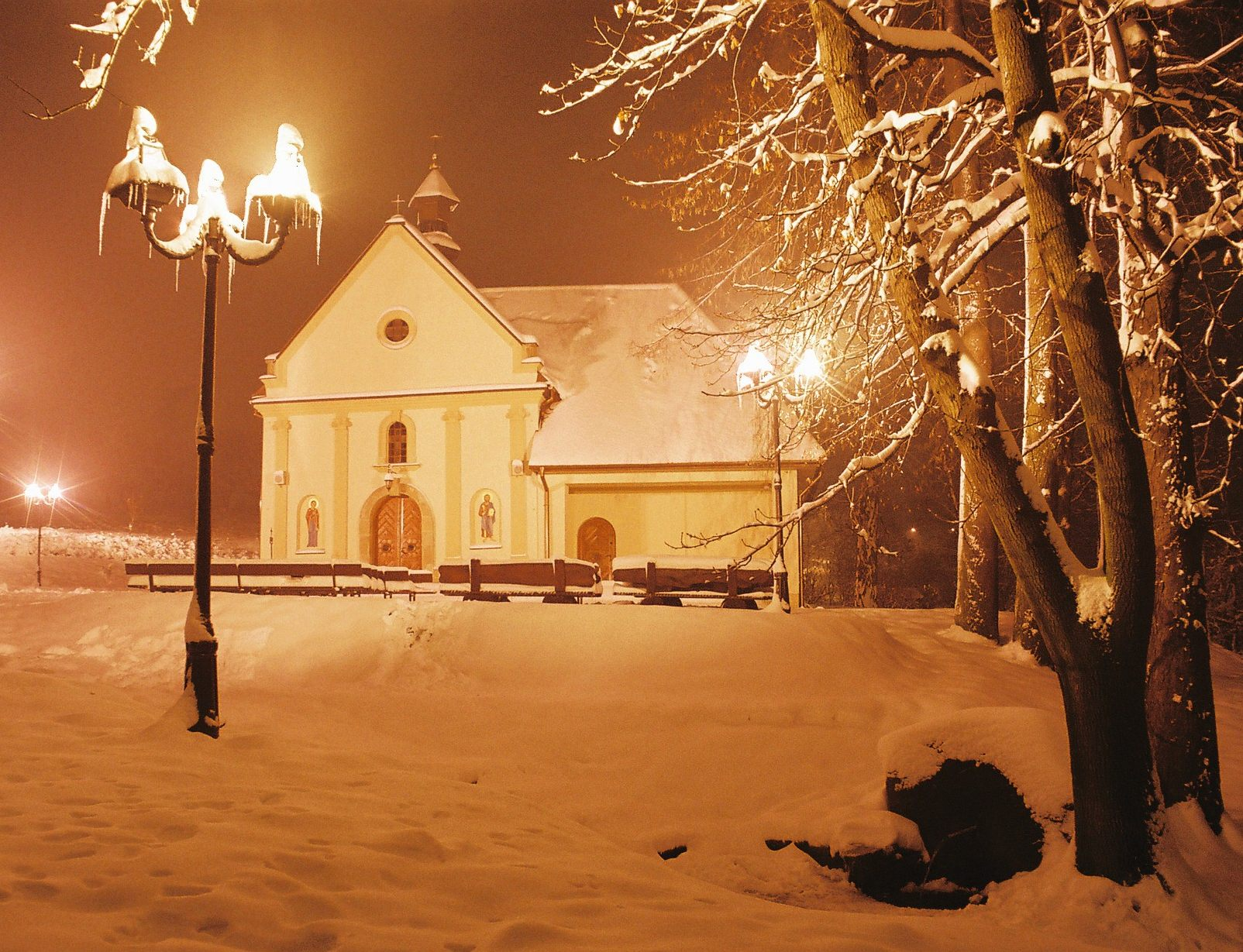
Kaplica na Murowiance w Bochni

"W uroczym zakątku wśród pól i łąk, nieopodal malowniczego zagajnika porośniętego akacjami, kasztanowcami i lipami, wypływa źródełko, które nigdy nie zamarza, ani nie wysycha...Woda ze źródełka charakteryzuje się znakomitymi walorami smakowymi, o czym świadczą ustawiające się przy nim, od niepamiętnych czasów, kolejki bochnian czerpiących doskonałą wodę." - pisze w swojej książce Jan Flasza.
Tuż przy źródełku w latach 1854-56 bracia Michał, Wincenty i Tomasz Łosikowie ufundowali budowę kaplicy Matki Boskiej Anielskiej na Murowiance. 
W ludowo-barokowym ołtarzu głównym umieszczona jest kopia rzeźby Matki Boskiej z Dzieciątkiem. Oryginał znajduje się w pobliskim kościele św. Jana Nepomucena.
Dwa boczne ołtarze ludowo-klasycystyczne pochodzą z 1 połowy XIX stulecia. W lewym znajduje się obraz Matki Boskiej z Dzieciątkiem w typie Śnieżnej, a w prawym – św. Wojciecha. Ściany zdobi cykl czternastu obrazów ludowych o nazwie „Taniec Śmierci”.
Niedawno kaplica została wyremontowana i rozbudowana przez obecnego proboszcza, ks. Kazimierza Kapcię – dobudowano zakrystię i plac z kostki brukowej. Niektórzy uważają, że po remoncie to miejsce straciło swój niepowtarzalny, mistyczny charakter.
Kapliczka jest oddalona od centrum miasta o około 2 km, a od ul. Brzeźnickiej – o około 300 m. W maju sprawowane są tu nabożeństwa o godzinie 19:00. W sezonie letnim w każdy czwartek odbywa się Msza Święta o 18:30, a w pierwszą niedzielę każdego miesiąca Apel Jasnogórski.